# Cinepak
Cinepak（シネパック）は、SuperMac Technologies（現：UMAX Technologies）の一事業部であるSuperMatchが開発したビデオコーデック。

## 概要
1992年にApple ComputerのQuickTimeの一部としてリリースされた。
1倍速（150kバイト/秒）のCD-ROMの転送速度で320x240ピクセルの解像度のビデオをエンコードできるように設計されたこのコーデックは、1993年にWindowsへ移植された。また、Atari Jaguar CD、メガCD、セガサターン、3DOといった1990年代に発売されたCD-ROMを搭載する家庭用ゲーム機でも利用できた。
これは初期のQuickTime (MOV) やマイクロソフトのVideo for Windows (AVI) で主力のビデオコーデックであったが、1990年代後半にはRealVideoやMPEG-1やSorenson VideoやIndeo Videoに取って代わられ、2000年初頭以後はMPEG-4（DivXやXvidなど）やWMVに台頭により姿を消した。ただし、Cinepakで圧縮されたムービーはほとんどの動画再生ソフトで対応されており一般的に再生可能である。
Cinepakは、ほとんどのコーデックが（特にJPEGやMPEGファミリーが）利用しているDCTアルゴリズムとはまったく異なるベクトル量子化アルゴリズムを採用している。比較的低速なCPUで実行できた（68040の25MHzクラスのCPUにおいて、320x240ピクセルのビデオを秒間30フレームで再生できた）が、ビットレートを落とすとブロックノイズが生じる傾向があり、フルモーションビデオゲームで批判を浴びた。
Cinepakは、ムービーをキーイメージとイントラコードイメージに分割する。各イメージはキーイメージ内に転送される独立した256色のカラーパレットを持つたくさんの水平な帯で分割され、それぞれの帯は4x4ピクセルのブロックで細分化される。圧縮プログラムは各ブロックにベストマッチする1つから2つの帯のパレットカラーを決定するためにベクトル量子化アルゴリズムを使用し、1カラーバイトまたは2カラーバイトのいずれかに加え、どのピクセルがどの色になるのかを決める16ビットのベクタでブロックの連続をエンコードする。イントラコードのフレームに対するキーのレートを調整したうえ、各ブロックとブロックのランレングスで防げなかったエラーを調整し、狭い範囲内でデータレートが制御される。
このコーデックの名前は以前はCompactVideoであり、FourCC識別子が"CVID"であるのはこのためである。

## コンテナ形式
- 主にAVIとMOVで使われていた。